# Petăr Petrov
Petăr Nikolov Petrov (în bulgară Петър Николов Петров; n. 17 februarie 1955, Sviștov, regiunea Veliko Tărnovo, Bulgaria) este un fost sprinter de origine bulgară, medaliat al campionatelor Europene, medaliat cu bronz la Jocurile Olimpice de vară din anul 1980 de la Moscova, participant la două ediții ale Jocurilor Olimpice.

## Carieră
În anul 1973 la Duisburg a fost două ori medaliat cu argint la Campionatul Europei de juniori la proba de 100 și 200 metri. În anul 1977 a ocupat locul doi la Universiada de la Sofia la proba de 100 metri. În anii 1976 și 1979 a devenit medaliat cu bronz la Campionatele Europene în sală la proba de 60 metri, iar în anul 1978 - medaliat cu argint.
În anul 1976 la Jocurile Olimpice de vară de la Montreal, Petrov a participat la probele de 100 și 200 metri. La prima competiție a ocupat locul opt, iar la a doua nu a reușit să ajungă în finală.
Patru ani mai târziu, la Jocurile Olimpice de la Moscova, Petrov a cucerit medalia de bronz la proba de 100 metri cu rezultatul de 10,39 secunde și nu reușit sa ajungă în finala probei de 200 metri. La ștafeta de 4x100 metri, echipa națională a Bulgariei a ocupat locul 6.
Petăr Petrov deține recordurile naționale în probele de 100 m si 60 m în sală.

## Realizări
| An   | Competiție                              | Locație                    | Loc | Eveniment | Note  |
| ---- | --------------------------------------- | -------------------------- | --- | --------- | ----- |
| 1973 | Campionatul European de Junior (sub 20) | Duisburg, Germania         | 2   | 100 m     | 10,49 |
| 1973 | Campionatul European de Junior (sub 20) | Duisburg, Germania         | 2   | 200 m     | 21,12 |
| 1973 | Campionatul European de Junior (sub 20) | Duisburg, Germania         | 5   | 4x100 m   | 40,79 |
| 1974 | Campionatul European                    | Roma, Italia               | 18  | 200 m     | 21,49 |
| 1974 | Campionatul European                    | Roma, Italia               | 7   | 4x100 m   | 39,91 |
| 1976 | Campionatul European în sală            | München, Germania          | 3   | 60 m      | 6,68  |
| 1976 | Jocurile Olimpice                       | Montreal, Canada           | 8   | 100 m     | 10,35 |
| 1976 | Jocurile Olimpice                       | Montreal, Canada           | –   | 200 m     | NS    |
| 1977 | Universiada                             | Sofia, Bulgaria            | 2   | 100 m     | 10,19 |
| 1977 | Universiada                             | Sofia, Bulgaria            | 7   | 200 m     | 21,41 |
| 1978 | Campionatul European în sală            | Milano, Italia             | 2   | 60 m      | 6,66  |
| 1978 | Campionatul European                    | Praga, Cehoslovacia        | 4   | 100 m     | 10,41 |
| 1978 | Campionatul European                    | Praga, Cehoslovacia        | –   | 4x100 m   | NT    |
| 1979 | Campionatul European în sală            | Viena, Austria             | 3   | 60 m      | 6,63  |
| 1980 | Jocurile Olimpice                       | Moscova, Uniunea Sovietică | 3   | 100 m     | 10,39 |
| 1980 | Jocurile Olimpice                       | Moscova, Uniunea Sovietică | 32  | 200 m     | 21,89 |
| 1980 | Jocurile Olimpice                       | Moscova, Uniunea Sovietică | 6   | 4x100 m   | 38,99 |
| 1982 | Campionatul European                    | Atena, Grecia              | 17  | 100 m     | 10,48 |
| 1982 | Campionatul European                    | Atena, Grecia              | 8   | 4x100 m   | 39,39 |

## Recorduri personale
| Probă        | Performanță | Dată              | Locație |
| ------------ | ----------- | ----------------- | ------- |
| 100 m        | 10,13 s RN  | 24 iulie 1980     | Moscova |
| 200 m        | 20,80 s     | 15 iunie 1980     | Sofia   |
| 60 m în sală | 6,58 s RN   | 25 februarie 1978 | Sofia   |

## Legături externe
- en Petăr Petrov la World Athletics
- en Petăr Petrov la Olympedia.org
- en  Petăr Petrov la athleticspodium.com